# قرابين حيوانية

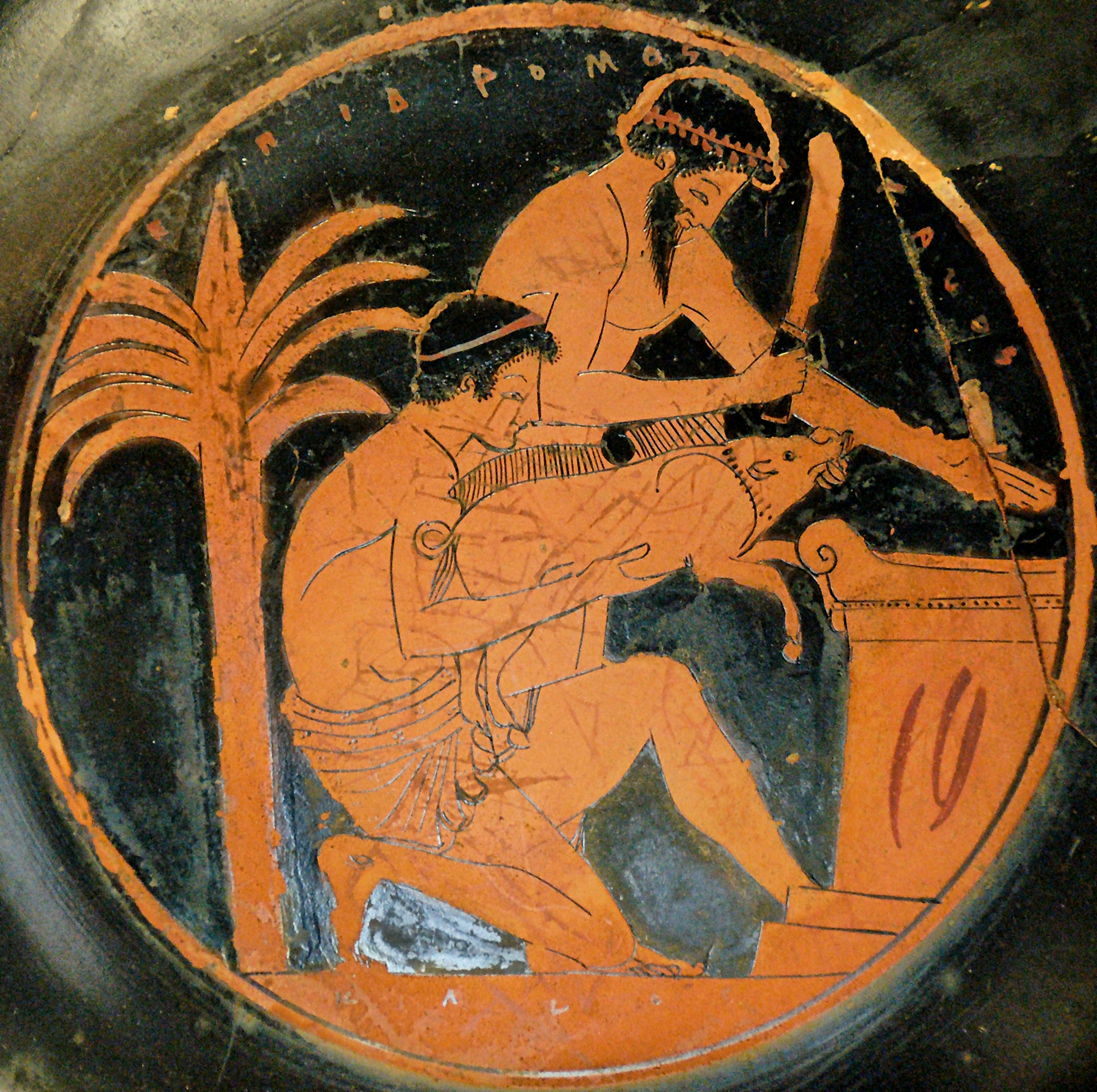

التضحية بالحيوان هي طقوس قتل الحيوان وتقديمه، تكون عادةً جزءًا من طقس ديني أو لإرضاء الإله أو الحفاظ على المودة مع الإله. شاعت القرابين الحيوانية في جميع أنحاء أوروبا والشرق الأدنى القديم حتى انتشار المسيحية في أواخر العصور القديمة المتأخرة، وتستمر في بعض الثقافات أو الأديان إلى يومنا هذا. كانت التضحية البشرية دائماً، حيثما وجدت، أكثر ندرة بكثير.
يجوز تقديم كل الأضحية أو جزء منها فقط؛ تأكل بعض الثقافات، مثل الإغريق القدماء والحديثين، معظم الأجزاء الصالحة للأكل من الذبيحة في العيد، وتحرق الباقي كقربان. يحرق آخرون قربان الحيوان كله، بما يُسمى بالمحرقة. بالشكل المعتاد، يُقدم أفضل حيوان أو أفضل حصة من الحيوان كقربان.
ينبغي عموماً التمييز بين القرابين الحيوانية والأساليب الدينية المقررة لذبح الحيوانات لأغراض الاستهلاك العادي كغذاء.
خلال الثورة العصرية الجديدة، بدأ البشر الأولون بالانتقال من ثقافة الصيد والقطف إلى الزراعة، ما أدى إلى انتشار تدجين الحيوانات. في نظرية نُشرت في كتاب هومو نيكانس، يقول عالِم الأساطير والتر بركيرت إن طقوس التضحية بالمواشي ربما تطورت باعتبارها استكمالًا لطقوس الصيد القديمة، إذ حلَّت المواشي محل الطرائد البرية في الطعام.

## قديماً
كانت مصر القديمة الأفضل في التدجين، وقد أتت بعض أقدم الأدلة الأثرية التي تشير إلى التضحية بالحيوانات من مصر. تعود أقدم مواقع الدفن المصرية التي تحتوي على بقايا حيوانية إلى ثقافة البداري في صعيد مصر، والتي ازدهرت بين 4400 و4000 قبل الميلاد. عُثر على الأغنام والماعز مدفونة في قبورهم الخاصة في موقع واحد، بينما عُثر في موقع آخر على غزلان عند العديد من أقدم المدافن البشرية. في مقبرة اكتُشفت في هيراكونبوليس يعود تاريخها إلى 3000 سنة قبل الميلاد، عُثر على بقايا مجموعة متنوعة من الحيوانات، بما في ذلك الأنواع غير الداجنة مثل قرود البابون وفرس النهر، والتي ربما جرت التضحية بها تكريمًا لمواطنين سابقين أقوياء أو دفن بالقرب منهم المُلاك السابقون. وفقًا لهيرودوتس، اقتصرت التضحية بالحيوانات المصرية في وقت لاحق على الماشية والأغنام والخنازير والإوز مع مجموعات من الطقوس والقواعد لوصف كل نوع من أنواع الذبائح. وبحلول نهاية العصر النحاسي 3000 سنة قبل الميلاد، أصبحت التضحية بالحيوانات ممارسة شائعة في العديد من الثقافات، وبدا أنها أصبحت مقتصرة بشكل أعم على الماشية المنزلية. وفي جت، تشير الأدلة الاثرية إلى أن الكنعانيين استوردوا خرافًا وجداءً للتضحية من مصر بدلًا من اختيار ماشيتهم. وفي مونت داكودي في سردينيا، وهي واحدة من أقدم المراكز المقدسة المعروفة في أوروبا، كشفت الحفريات عن قرابين الأغنام والأبقار والخنازير، ويشار إلى أن التضحية بالطقوس شائعة في جميع أنحاء إيطاليا نحو 3000 سنة قبل وبعد الميلاد.

## الشرق الأدنى القديم
كانت التضحية بالحيوانات عامة بين حضارات الشرق الأدنى القديمة في بلاد ما بين النهرين القديمة ومصر وبلاد فارس، وكذلك عند العبرانيين. على عكس الإغريق، الذين توصلوا إلى تبرير للاحتفاظ بأفضل الأجزاء الصالحة للأكل من الذبيحة ليأكلها البشر المجتمعون. في هذه الثقافات، كان الحيوان بأكمله يوضع على النار بالقرب من المذبح ويحرق، أو في بعض الأحيان يُدفن.

## اليونان القديمة
شملت العبادة في الديانة اليونانية القديمة تقديم البهائم على المذبح بالتراتيل والصلاة. كان المذبح خارج أي معبد، وقد لا يكون مرتبطًا بالمعبد على الإطلاق. أما الحيوان الذي ينبغي أن يكون ممتازًا من نوعه، فيُزخرَف بإكليل أو ما شابه، ويُقاد في موكب إلى المذبح، ويقود الموكب فتاة تحمل سلّة على رأسها فيها سكين مخفي. وبعد عدة طقوس يُذبح الحيوان على المذبح، وتسقط جميع النساء الحاضرات «فيصرخن بصوت عالٍ شديد» ويُجمع دمه ويُسكب على المذبح. تُذبح في الحال وتحرق مختلف الأعضاء الداخلية والعظام والأجزاء الأخرى غير القابلة للأكل كحصة للإله من القربان، بينما تأخذ اللحوم لإعدادها للحاضرين لتناول الطعام وتكون الشخصيات الرائدة أول من يتذوق الطعام على الفور. عادة ما يحتفظ المعبد بالجلد، للبيع لدباغة الجلود. إن استفادة البشر من الذبيحة أكثر من استفادة الإله منها لم تُنجِ اليونان، وكثيراً ما يشكل موضوعاً للفكاهة في الكوميديا اليونانية. أما الحيوانات المستخدمة فهي حسب الترتيب التفضيلي الجاموس أو الثور، والبقرة، والغنم (الأكثر شيوعاً)، والماعز، والخنازير (أرخص الثدييات)، والدواجن (ولكن نادراً ما تكون طيورًا أو أسماكًا أخرى). أما الخيول والحمير فقد كانت ترسم فقط على بعض المزهريات على الطراز الهندسي (900-750 قبل الميلاد)، ونادراً ما ورد ذكرها في المؤلفات. كان اليونانيون يحبون أن يعتقدوا أن الحيوان مسرور بالتضحية به، وفسروا سلوكًا مختلفًا يدل على ذلك.

## روما القديمة
كانت أكثر القربان فعالية في الديانة الرومانية القديمة هي تقديم التضحية الحيوانية، عادة الحيوانات الأليفة مثل الأبقار والأغنام والخنازير. وكان كل منها أفضل عينة من نوعه، مطهرة، ومرتدية لباس تقديم الذبائح وقد تكون قرون الثيران مطلية بالذهب فالتضحية تسعى إلى تحقيق الانسجام بين ما هو أرضي وما هو مقدس، بحيث يبدو أن الضحية مستعدة لتقديم حياتها الخاصة من أجل المجتمع ويجب أن تبقى هادئة وأن توزع بسرعة وبنظافة. بعد تقديم الذبيحة، تُقام مأدبة لطوائف الدولة، وتحتل صور الآلهة المحترمة مكان الصدارة على أرائك الولائم وتأكل نار التضحية الأجزاء الفضل منها (الإكسوتا، الأحشاء). كان المسؤولون والكهنة في روما يتكئون بحسب ترتيب الأسبقية ويأكلون اللحم وربما كان على المواطنين الأقل شأنًا أن يوفروا الطعام لأنفسهم. كما أن القوى الإلهية نفسها التي كانت تسبب المرض أو الاذى كانت لديها القدرة على تجنبه، وهكذا يمكن إرضاؤها مسبقًا. ويمكن التماس المراعاة الإلهية لتجنب التأخير غير المناسب للرحلة، أو مواجهة اللصوصية والقرصنة وغرق السفن، مع الإعراب عن الامتنان الواجب عند الوصول أو العودة بالسلامة. وفي أوقات الأزمات الكبيرة، كان بإمكان مجلس الشيوخ أن يأمر بإقامة شعائر عامة جماعية، ينتقل فيها مواطنو روما، بما فيهم النساء والأولاد، في موكب من معبد إلى آخر، متضرعين إلى الآلهة.

## التقاليد الإبراهيمية

### اليهودية
في اليهودية، القربان هو أي نوع من مجموعة متنوعة من القرابين الموصوفة والمأمورة في التوراة. وأكثر الاستخدامات شيوعاً هي تقديم الذبائح الحيوانية، زيفا شلايم (ذبيحة السلام)، أو (المحرقة). كان القربان ذبيحة حيوانية، كالثور أو الخراف أو الماعز أو الحمامة التي تخضع لشيشيتا (الذبح الشعائري اليهودي). وقد شملت القرابين أيضًا الحبوب والدقيق والخمر أو البخور. يقول الكتاب المقدس العبري إن الرب أمر الإسرائيليين بتقديم القرابين والأضاحي على مذابح مختلفة. كانت القرابين تُقدم فقط على يد الكوهانيم. قبل بناء الهيكل في أورشليم، عندما كان الإسرائيليون في الصحراء، كانت الذبائح تقدم فقط في خيمة الصلاة. بعد بناء هيكل سليمان، سُمح بالذبائح هناك فقط. بعد تدمير الهيكل، استؤنفت القرابين عندما بُني الهيكل الثاني حتى جرى تدميره أيضًا في 70 م. بعد تدمير الهيكل الثاني حُظرت التضحيات لعدم وجود معبد، المكان الوحيد الذي كان يسمح فيه بتقديم القرابين هو هالاخا. أعيد تقديم القرابين لفترة وجيزة خلال الحروب اليهودية - الرومانية في القرن الثاني الميلادي واستمر في بعض المجتمعات بعد ذلك.

### المسيحية
يُشار إلى المسيح من قبل الحواريين باسم «حمل الله»، الشخص الذي ذكر على كل القرابين (عبرانيين 10). وفقًا لنظرية التعويض الجزائي عن الكفارة، فإن صلب المسيح يمكن مقارنته بالتضحية بالحيوان على نطاق واسع لأن موته بمثابة عقوبة بديلة لكل خطايا البشرية. وعلى الرغم من أن بعض الجماعات المسيحية الريفية لم تكن قط جزءاً من عقيدة أو لاهوت أي مجموعة مسيحية (والتي كانت موضع انتقاد في كثير من الأحيان)، فقد استمرت في تقديم الحيوانات (التي يجري تناولها بعد ذلك في وليمة) كجزء من العبادة، وخاصة في عيد الفصح. وقد يُدخل الحيوان إلى الكنيسة قبل أن يذبح ويخرج ثانية لكي يقدم كقربان. تضحي بعض القرى في اليونان بالحيوانات لقديسي الأرثوذكس في ممارسة تُعرف باسم كوربانيا. فتقديم الخروف، أو الديك الأقل شيوعًا، ممارسة شائعة في الكنيسة الأرمنية وكنيسة تيواهيدو في إثيوبيا وإريتريا. ويُعتقد أن هذا التقليد المدعو ماتاغ نابع من الطقوس الوثنية التي تعود إلى ما قبل المسيحية. بالإضافة إلى ذلك، لا يزال بعض شعب المايا الذين يتبعون شكلًا من أشكال الكثلكة الشعبية في المكسيك يضحون بالحيوانات إلى جانب طقوس الكنسية، وهي طقوس كانت تمارس في الأديان السابقة قبل وصول الإسبان.

### الإسلام
يلتزم المسلمون المنخرطون في الحج بالتضحية بشاة أو ماعز أو الانضمام إلى الآخرين في التضحية ببقر أو جمل في أثناء الاحتفال بعيد الأضحى، وهو مصطلح عربي يعني «عيد النحر»، والمعروف أيضًا باسم (العيد الكبير)، أو قربان بيرمي (عيد الأضحى) في الثقافات المتأثرة بالتركيا، ويعرف أيضًا بعيد بكر (عيد الماعز) في شبه القارة الهندية وقربان ريريا في إندونيسيا. يشارك المسلمون الآخرون الذين لم يحجوا إلى مكة في هذه التضحية أينما كانوا، في اليوم العاشر من الشهر القمري الثاني عشر في التقويم الإسلامي. يُفهم على أنه إعادة إحياء لذكرى تضحية النبي إبراهيم بكبش بدلاً من ابنه. تقسم لحوم هذه المناسبة إلى ثلاثة أجزاء، جزء تحتفظ به الأسرة المضحية للطعام، والآخر يُهدى إلى الأصدقاء والعائلة، والجزء الثالث للمسلمين الفقراء. والحيوان المذبوح هو شاة أو ماعز أو بقرة أو جمل. يتبع العيد صلاة الجماعة في مسجد أو في الهواء الطلق. يُعد عيد الأضحى مهرجانًا سنويًا كبيرًا للتضحية بالحيوانات في الإسلام. ففي إندونيسيا وحدها، على سبيل المثال، قدم مسلموها في عام 2014 نحو ثمانمئة ألف حيوان ذبيحة، ولكن العدد قد يكون أقل أو أكثر بعض الشيء اعتماداً على الظروف الاقتصادية. ووفقا لما ذكره ليسلي هازلتون، يجري في تركيا تقديم نحو مليونين وخمسمئة ألف من الأغنام والأبقار والماعز كل عام للاحتفال بالمهرجان الإسلامي للتضحية بالحيوانات، مع تقديم جزء من هذه الذبائح إلى المحتاجين الذين لم يضحوا بحيوان. وبحسب صحيفة ذا إنديپندنت، يُقدَّم في باكستان كل سنة نحو عشرة ملايين حيوان في العيد. فبلدان مثل المملكة العربية السعودية تنقل ما يقارب مليون حيوان كل عام للتضحية بها إلى منى (بالقرب من مكة). فالحيوانات التي قُدِّمت كذبائح في عيد الأضحى، كما تقول كلارك بروك، تشمل الأنواع الأربعة التي اعتُبِرت مشروعة في تقديم أضحية الحج.